# Marcelo Fabián Domínguez
Marcelo Fabian Dominguez (ur. 15 stycznia 1970 w Buenos Aires), argentyński bokser, były mistrz świata WBC w wadze junior ciężkiej.

## Kariera zawodowa
Swoją pierwszą walkę na zawodowych ringach odbył 4 października 1991 roku nokautując w czwartej rundzie Gustavo Jorge Vazqueza. W swoim siódmym pojedynku 20 lutego 1993 zdobył mistrzostwo Argentyny w wadze junior ciężkiej pokonując przez dyskwalifikację przyszłego mistrza WBO Nestora Hipolito Giovanniniego. 3 grudnia 1994 zmierzył się w pojedynku o pas WBC z obrońcą tytułu Anacletem Wambą ulegając po wyrównanym pojedynku decyzją większości. Po dwóch zwycięskich pojedynkach 25 lipca 1995 pokonał przez techniczny nokaut w dziewiątej rundzie Akima Tafera zdobywając tymczasowe mistrzostwo WBC, Swój tytuł obronił dwukrotnie pokonując niecałe dwa miesiące później wpierw Reinaldo Gimeneza przez techniczny nokaut w dwunastej rundzie a następnie 24 października 1995 po wyrównanym pojedynku Siergieja Koboziewa przez niejednogłośną decyzję. W związku z tym że Anaclet Wamba odmówił walki z tymczasowym mistrzem federacja WBC zdecydowała o odebraniu pasa Kongijskiemu mistrzowi dzięki czemu Dominguez do swojej kolejnej obrony 5 lipca 1996 przeciwko Patrice Aouissi przystąpił już jako pełnoprawny mistrz pokonując pretendenta przez TKO w dziesiątej rundzie. W kolejnej obronie wygrał przez techniczny nokaut w ósmej rundzie z Jose Arimatea Da Silva oraz 16 sierpnia 1996 ponownie pokonał  Akima Tafera. Swój tytuł stracił 21 lutego 1998 przegrywając jednogłośną decyzją z Juan Carlosem Gomezem. Po stoczeniu czterech zwycięskich pojedynków ponownie zmierzył się z Gomezem w walce rewanżowej w której znów przegrał jednogłośną decyzją. 21 lipca 2001 stanął przed szansą zdobycia pasa WBO przegrywając z Johnnym Nelsonem jednogłośną decyzją, dodatkowo został ukarany w szóstej rundzie odjęciem punktu za uderzenie poniżej pasa. Po tym pojedynku postanowił przenieść się do wagi ciężkiej gdzie 11 maja 2002 zdobył mistrzostwo Ameryki Południowej pokonując Pedro Daniel Franco. 17 kwietnia 2004 przegrał jednogłośną decyzją z Nikołajem Wałujewem. 8 lipca 2006 powrócił do wagi junior ciężkiej i zmierzył się z Enzo Maccarinellim o tymczasowe mistrzostwo WBO przegrywając przez techniczny nokaut w dziewiątej rundzie. Po ten porażce stoczył jeszcze jeden pojedynek w wadze ciężkiej po czym zakończył karierę.